# 里港雙慈宮
22°46′42″N 120°29′36″E / 22.7782519°N 120.4933730°E
里港雙慈宮，是位於台灣屏東縣里港鄉的一座媽祖廟，創建於1741年。

## 歷史沿革
清領時期乾隆初年，漢人拓墾的阿里港聚落已形成市集，累積足夠的社會資源以興建庄廟。乾隆六年（1741年）左右，創建天后宮，一說在雍正八年。乾隆十三年（1748年）以後，天后宮擴建殿前天燈及左畔瓦店兩間。乾隆二十二年（1757年）年，再買右畔瓦店三間。乾隆四十七年（1782年）屋有十間，莊鄉生董建，廟額「雙慈宮」。
日治時期昭和四年（1929年）及民國56年（1967年），兩度重修並增建後殿；民國110年（2021年）將舊廟拆除重建新廟。

## 重要文化財

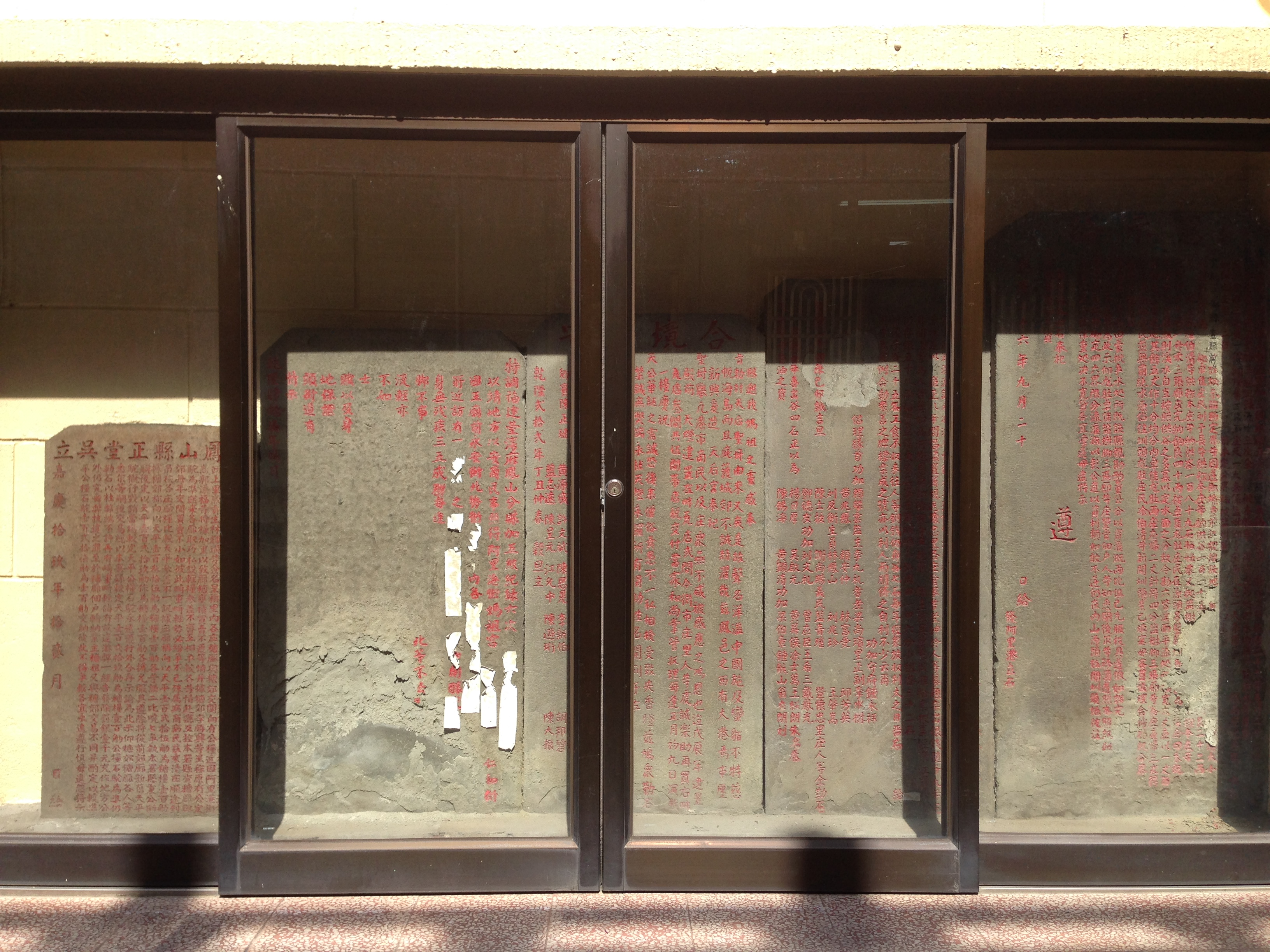
里港雙慈宮石碑

- 雙慈宮天燈永耀碑記 （页面存档备份，存于）  : 乾隆22年(1757年)
- 喜置義渡碑記 （页面存档备份，存于）  : 乾隆24年(1759年)
- 勘定圳借給碑記 （页面存档备份，存于）  : 乾隆26年(1761年)
- 嚴禁開賭強乞翦綹碑記 （页面存档备份，存于） : 乾隆47年(1779年)
- 阿里港糖郊公駝銘記 （页面存档备份，存于） : 嘉慶12年(1807年)
- 公定糖量石駝碑記 （页面存档备份，存于）  : 嘉慶18年(1813年)
- 鳳山縣公駝銘記 （页面存档备份，存于）  : 嘉慶19年(1814年)
- 雙慈宮重修捐題碑記 （页面存档备份，存于）  : 昭和二年(1927年)